# Schistura cryptofasciata
Schistura cryptofasciata és una espècie de peix de la família Balitoridae i de l'ordre dels cipriniformes.

## Morfologia
Els mascles poden assolir els 9,3 cm de longitud total.

## Distribució geogràfica
Es troba a Yunnan (Xina).